# Карпович Микола Іванович
Мико́ла Іва́нович Карпо́вич (нар. 25 лютого 1966, с. Морочне Зарічненського району Рівненської області) — український театральний актор, народний артист України (2019).

## Життєпис
1989 — закінчив Рівненський інститут культури (викладачі Т. Магадова, В. Червоний).
З 1990 — актор Житомирського українського музично-драматичного театру ім. І. Кочерги.
2019 року удостоєний звання народного артиста України.
Чоловік заслуженої артистки України Ольги Карпович.

## Ролі
- Антоніо («Весілля Фігаро» П.-О. Бомарше)
- Він («Вбити чоловіка» Е. Радзинського)
- Іван Васильович («Освідчення» А. Чехова)
- Костянтин («Сирена і Вікторія» О. Галіна)
- Онисько («Фараони» О. Коломійця)
- Орлик («Мазепа» за Б. Лепким)
- Писар («Майська ніч» М. Старицького)
- Потап («Бой-жінка» за Г. Квіткою-Основ'яненком)
- Реаніматор («Між небом і землею» І. Афанасьєва)
- Слуга («Господиня заїзду» К. Ґольдоні)
- Трактирник («Биндюжник і король» за п'єсою «Занепад» І. Бабеля)
- Яєшня («Женихи» за М. Гоголем)